# Матвіїшина Любов Вікторівна
Любов Вікторівна Матвіїшина (нар. 30 вересня 1940, Сімферополь) — українська акторка. Народна артистка України (1999).

## Життєпис
1962 — закінчила Дніпропетровське театральне училище (викладач О. Галун).
1963—1964 — акторка Київського українського драматичного театру ім. І. Франка.
1965—1966 — акторка Дніпропетровського українського музично-драматичного театру ім. Т. Шевченка.
1978—1983 — працює в Сиктивкарському театрі.
1967—1978 та з 1985 — акторка Запорізького українського музично-драматичного театру ім. В. Магара.
1992 року удостоєна звання заслуженої артистки України.
1999 року удостоєна звання народної артистки України.

## Ролі
- Анна («Ярослав Мудрий» І. Кочерги)
- Галя («Циганка Аза» М. Старицького)
- Дженні («Потрібен брехун» Д. Псафаса)
- Жозефіна («Наполеон та корсиканка» І. Губача)
- Кайдашиха («Кайдашева сім´я» за І. Нечуєм-Левицьким)
- Кароліна («Принцеса цирку» І. Кальмана)
- Мадам Арно («Фіалка Монмартру» І. Кальмана)
- Матір Мазепи («Гетьман Мазепа» за Б. Лепким)
- Настя («Загублена любов» І. Тогобочного)[2]
- Настя Горова («Байда, князь Вишневецький» П. Куліша)
- Ольга («Запорозька Січ» О. Коломійця)
- Таня («Група» О. Галіна)
- Тетяна («У неділю рано зілля копала» за О. Кобилянською)
- Тійна («Відьма» А. Кіцберґа)
- Чебоксарова («Шалені гроші» О. Островського)
- Фена Степанівна («Шельменко-денщик» Г. Квітки-Основ'яненка)
- Феніса («Закохана витівниця» Лопе де Веґи)